# 横井輝男
横井 輝男（よこい てるお、1920年（大正9年）11月3日 - 2000年（平成12年）12月20日）は、日本のバリトン歌手。大阪音楽大学名誉教授。
東京音楽学校（現在の東京藝術大学音楽学部）卒業。香川県出身。妻はソプラノ歌手で徳島文理大学名誉教授の横井順子。

## 生涯
香川県出身。1940年（昭和15年）4月、東京音楽学校甲種師範科に入学。酒井弘、木下保に師事し、1942年（昭和17年）に同校を卒業。東京音楽学校を卒業後は大阪音楽大学で講師となり、教授を経て同大学を退官後は名誉教授に就任した。
1948年（昭和23年）に関西における戦後初のベートーヴェン「交響曲第9番」の演奏となった関西交響楽団の結成一周年を記念した定期演奏会に出演した。
これまでに香川県芸術奨励賞・大阪文化祭賞・大分県芸術文化振興などを受賞。またつたの会合唱団・グループ礫などを主宰した。
2000年（平成12年）12月20日、死去。享年80。

## ディスコグラフィー
| 発売日 | タイトル                | レーベル         |
| ------ | ----------------------- | ---------------- |
| 1968年 | 大阪府警察学校校歌/寮歌 | 日本コロムビア   |
|        | 大阪商船「船の歌」      | 日本マーキュリー |